# 광주인화학교
광주인화학교는 광주광역시 광산구 삼거동에 있었던 청각장애 학생들을 위한 사립 특수학교였다.

## 연혁
- 1956년 10월 1일 전남농아원시설 창립
- 1960년 4월 17일 전남농아학교 설립인가
- 1962년 12월 31일 재단법인 전남농아원 법인허가
- 1963년 4월 1일 재단법인 전남농아원 시설허가
- 1964년 1월 15일 중학부 설치허가
- 1972년 3월 27일 재단법인에서 사회복지법인 명칭 변경
- 1981년 10월 5일 사회복지법인 전남농아원에서 광주인화원으로 변경
- 1981년 11월 12일 광주광역시 동구 학동 901번지에서 남구 봉선동 산 38-1로 이설
- 1992년 3월 30일 광주인화학교로 교명 변경
- 1993년 10월 16일 광주광역시 광산구 삼거동 산 603-1번지로 이설
- 1993년 12월 30일 유치부, 고등부 설치허가
- 2012년 2월 29일 광주인화학교 폐교

## 사건사고

### 성폭행 사건
인화학교 교내의 간부들과 교사들에 의한 성폭행 사건이 여러차례 있었다. 이 사건은 공지영 작가의 소설인 도가니의 모티브가 됐으며 영화 도가니로도 제작이되기도 했다. 2011년 9월부터 재수사 진행이 됐으며 이에 따라 인화학교는 교육과학기술부가 예산을 대폭 삭감함에 따라서 2012년 2월 29일에 폐교를 맞았다.
이 사건으로 인해 일명 도가니법이 만들어졌다.
도가니는 본 사건을 모티브로 쓴 공지영 소설이며 영화화가 됐다.
도가니법은 2011년 11월 17일부터 장애인과 13세 미만의 아동에게 성폭행을 했을 경우 7~10년에서 무기징역까지 형량을 높였으며 공소시효도 폐지를 맞았다.
피해자가 입증을 해야하나 항거불능의 요건도 없애고 장애인 보호ㆍ교육 시설의 직원이 장애인에게 성폭행을 하면 법정형의 2분의 1까지 형이 늘어난다.

## 같이 보기
- 도가니 (영화)
- 도가니 (소설)